# Велика Мађарска
Велика Мађарска (мађ. Nagy-Magyarország), се односи на знање о Мађарима пре њиховог доласка на данашње просторе Панонске низије крајем 9. века.
Мађарска прапостојбина (мађ. Magyar őshaza), је теоријска прапостојбина Мађара. Неки верују да је била смештена источно од Урала, док је неки стављају на западну страну. Најпоузданији извори је стављају на место данашњег аутономног округа Хантија-Мансија, Руске Федерације. Одатле су прото-Мађари се преселили јужно, на територија зване Магна Хунгарија.
Назив Магна Хунгарија (лат. Magna Hungaria – „Велика Хунгарија“), први пут се спомиње у списима доминиканског Фратра Јулијана из 1235. године. То је локација где су се населили прото-Мађари и смештена је на западној страни планине Урал, у регији данас познатој по имену Башкортостан, што је аутономна област у Русији. Мађари су се одатле померали ка југозападу у населили Леведију и Етелкез, пре него што су дефинитивно се настанили на данашње просторе.
Остатак прото-Мађара је остао и основао Паскатир у регији данашњег Башкоторстана.
Мађарска праисторија укључује и историју номада као што су Скити, Сармати, Хуни, Алани, Авари, Јаси, Печењези и осталих који су утицали на етногенезу мађарског народа.

## Мађарска нација

### Порекло имена
Око 833. године, мађарска племена су живела у такозваној Магна Хунгарији која је била смештена у околини Урала и Леведији која је била егзистирала између река Дон и Дњепар, и била су у директном додиру са великим царством Хазара.
Мађари су, у временском периоду од 850. до 860. године, из своје домовине Леведије били потиснути од стране Печењеза и прешли су на нове просторе које су назвали Етелкез (Etelköz). Мађари су стигли до Дунава негде око 880. године. Своје латинско име Угари по многим изворима Мађари су добили у овом периоду. По једној теорији име Угари је потекло од турске речи Ун-Огури (On-Oghur) што би значило „десет племена“, који се односио на седам мађарских и три кабарска племена.. Такође је и име Уногури (тур. Onoghur) могући извор.

### Нација
Мађара данас има око 15 милиона, сачували су своју традицију и идентитет. Мађарски језик припада групи угро-финских језика, и по томе је јединствен у Европи (наравно поред Финаца и Естонаца).
Мађарске хронике, традиција и историчари, мађарско порекло и идентитет везују за племена која су дошла у Карпатски басен у неколико таласа. Почетак је везан за Хуне, који су позвани од стране Римљана 361. Настављени су са Секељима, који тврде да су потомци Хуна. После 586. долазе Авари и на крају 895. Мађари са Арпадом на челу.
Као део мађарске нације рачунају се и припадници чланова народа староседелаца у Панонској низији и чланови неких других групе народа који су касније дошли и утопили се међу етничке Мађаре, као што су: Јаси, Кумани, Саси, Швабе, Словаци, Украјинци, Срби, Хрвати, Бугари и тако даље.